# Тварина самка (фільм, 1958)
«Тварина самка» (англ. The Female Animal) — американський художній фільм, драма 1958 року, режисера Гарі Келлера. Це останній фільм Геді Ламар (1914—2000) у її майже 30-ти літній голлівудській кар'єрі.

## Сюжет
Пересичену кінозірку Ванессу Віндзор (Геді Ламар) у кіностудії рятує від нещасного випадку красивий Кріс Фарлі (Джордж Нейдер). Ванесса переслідує його, і незабаром він стає «охоронцем» її будинку на пляжі. Сексуальна, доросла прийомна дочка Ванесси — алкоголічка Пенні (Джейн Пауелл) випадково зустрічає Кріса, який рятує її від бойфренда. Тим часом, бідний Кріс щосили намагається стати, «незалежною людиною», а не просто сексуальною іграшкою для двох хижих самок, бо коли жінки бо́рються за чоловіка, вони поводяться як самки.

## Ролі виконують
- Геді Ламар — Ванесса Віндзор
- Джейн Пауелл — Пенні Віндзор
- Джан Стерлінг — Лілі Фрейн
- Джордж Нейдер[en] — Кріс Фарлі
- Джері Парис[en] — Ганк Ґалвес
- Ґреґ Палмер — Піги
- Мейбл Альбертсон[en] — Ірма Джонс
- Джеймс Глісон — Том Мелоні

## Навколо фільму
- Геді Ламар народилася у Відні у 1914 році, її батько був банкіром зі Львова. У фільмі «Тварина самка» вона зіграла свою останню кінороль. У 1966 році 52-річна акторка спробувала повернутися на екран, але цьому перешкодила розгорнута проти неї кампанія цькування.[1]
- Геді Ламар грає Ванессу Віндзор — матір Пенні Віндзор, яку грає Джейн Пауелл. У реальному житті між зірками була лише 14-річна різниця у віці.
- Фільм «Тварина самка» став лебединою піснею Ламар, а «тривоги і муки, через які проходить її героїня, відображають стан самої Ламар у реальному житті» в той період. Після цієї картини Ламар у віці 44 років перестала грати в кіно (1958 рік), після чого прожила ще 42 роки і померла 2000 року.